# Inteligência em gatos

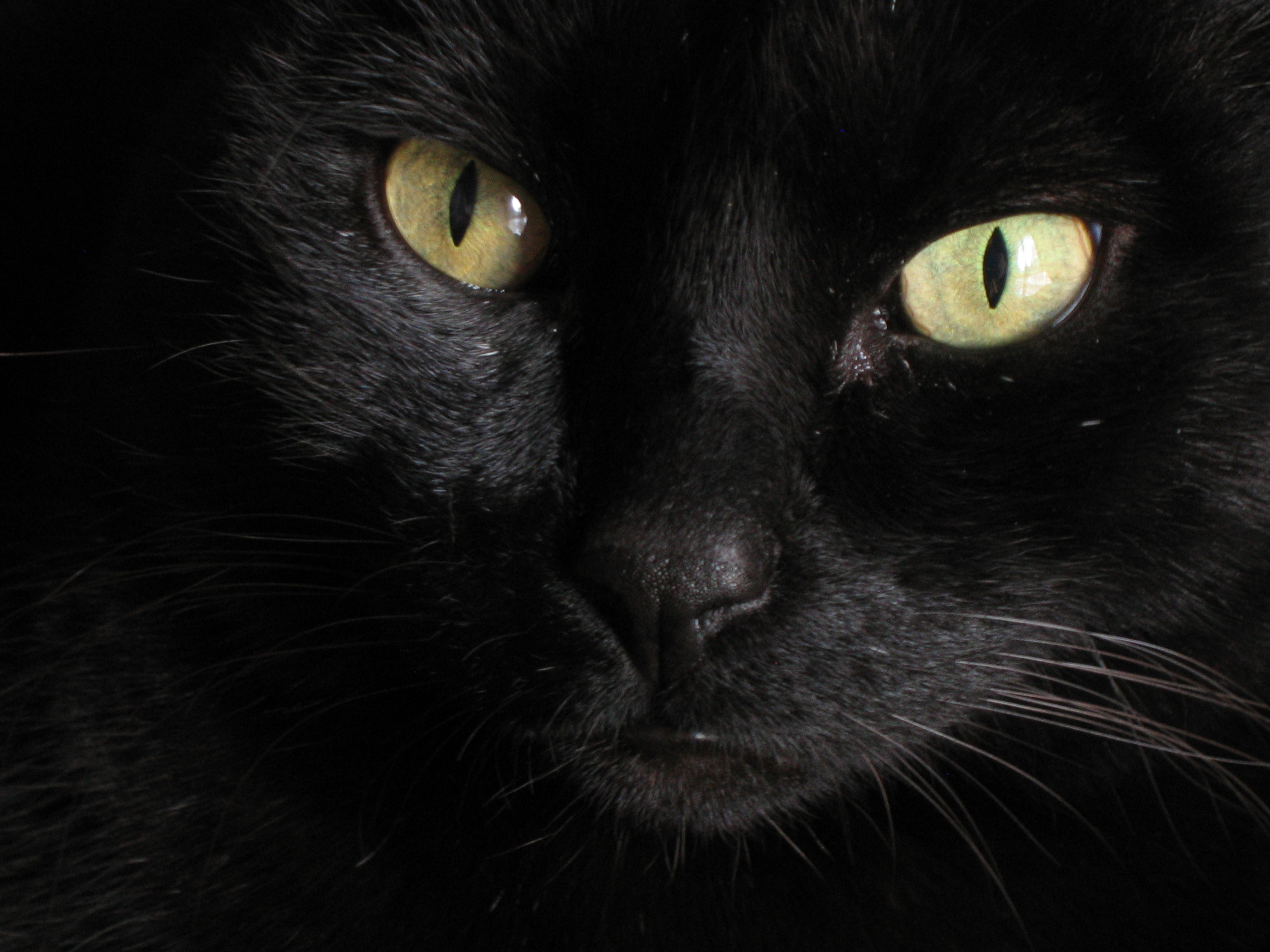
Os gatos, assim como os cães, costumam ser bem sucedidos em testes de deslocamento oculto, ou seja, são capazes de entender que um objeto, ao passar por trás de uma barreira, não desaparece, mas permanece escondido.

Os estudos da inteligência em gatos têm demonstrado que tais animais são dotados de um aparato cognitivo capaz de lhes propiciar diversas ações que podem ser compreendidas como sinais de inteligência.
Os gatos conseguem comunicar-se de forma bastante eficaz, seja com humanos ou com outros seres de sua espécie.. O cérebro desses animais apresenta estruturas complexas que possibilitam que eles desenvolvam uma espécie de linguagem, comunicando se por meio de miados, ronronares, bufos, gritos e linguagens corporais.